# 栢山駅

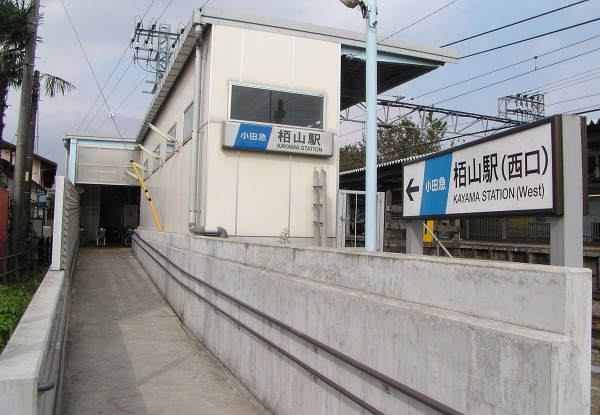
西口（2006年10月）

栢山駅（かやまえき）は、神奈川県小田原市栢山にある、小田急電鉄小田原線の駅である。駅番号はOH 43。

## 歴史

### 年表
- 1927年（昭和2年）4月1日：開設。「直通」の停車駅となる。なお、各停は新宿駅 - 稲田登戸駅（現・向ヶ丘遊園駅）間運行であり、当駅までの運行はなかった。
- 1945年（昭和20年）6月：従来、新宿駅 - 稲田登戸駅間運行であった各停が全線運行されることとなり、停車駅となる。同時に「直通」廃止。
- 1946年（昭和21年）10月1日：準急新設、停車駅となる。
- 1960年（昭和35年）3月25日：通勤準急（初代）新設、停車駅となる。
- 1964年（昭和39年）11月5日：通勤準急（初代）廃止。
- 1983年（昭和58年）3月22日：一部急行停車開始。
- 2008年（平成20年）3月15日：新松田駅以西に準急が乗り入れなくなったため、停車駅より除外。
- 2014年（平成26年）1月：OH 43の駅ナンバリング導入、使用開始[1]。
- 2018年（平成30年）3月17日：小田原駅 - 本厚木駅間で各駅に停車する急行について、新松田で各駅停車から急行に種別変更する形態となるため、停車駅より除外[2]。また、当駅から箱根登山線への直通列車廃止。

### 駅名の由来
駅名は周辺の「栢山」という地名より取られた。この「栢山」という地名は、昔は「賀山」と表記されていたが、いつのまにか「栢山」に転じたものである。

## 駅構造
相対式ホーム2面2線を有する地上駅。ホーム有効長は6両分である。東西の両ホームに別々の改札口があり、両ホームは跨線橋で連絡している。
トイレとAED（自動体外式除細動器）、待合室は1番ホーム側にある。
時間帯により駅員無配置となる時間がある。
2015年度（平成27年度）には、隣の開成駅・富水駅の他に螢田駅・足柄駅と共に行先案内表示器新設が計画され、同年末までに改札口付近への新設を完了している。

### のりば
| ホーム | 路線     | 方向 | 行先                          |
| ------ | -------- | ---- | ----------------------------- |
| 1      | 小田原線 | 下り | 小田原・箱根湯本方面          |
| 2      | 小田原線 | 上り | 相模大野・新宿・ 千代田線方面 |

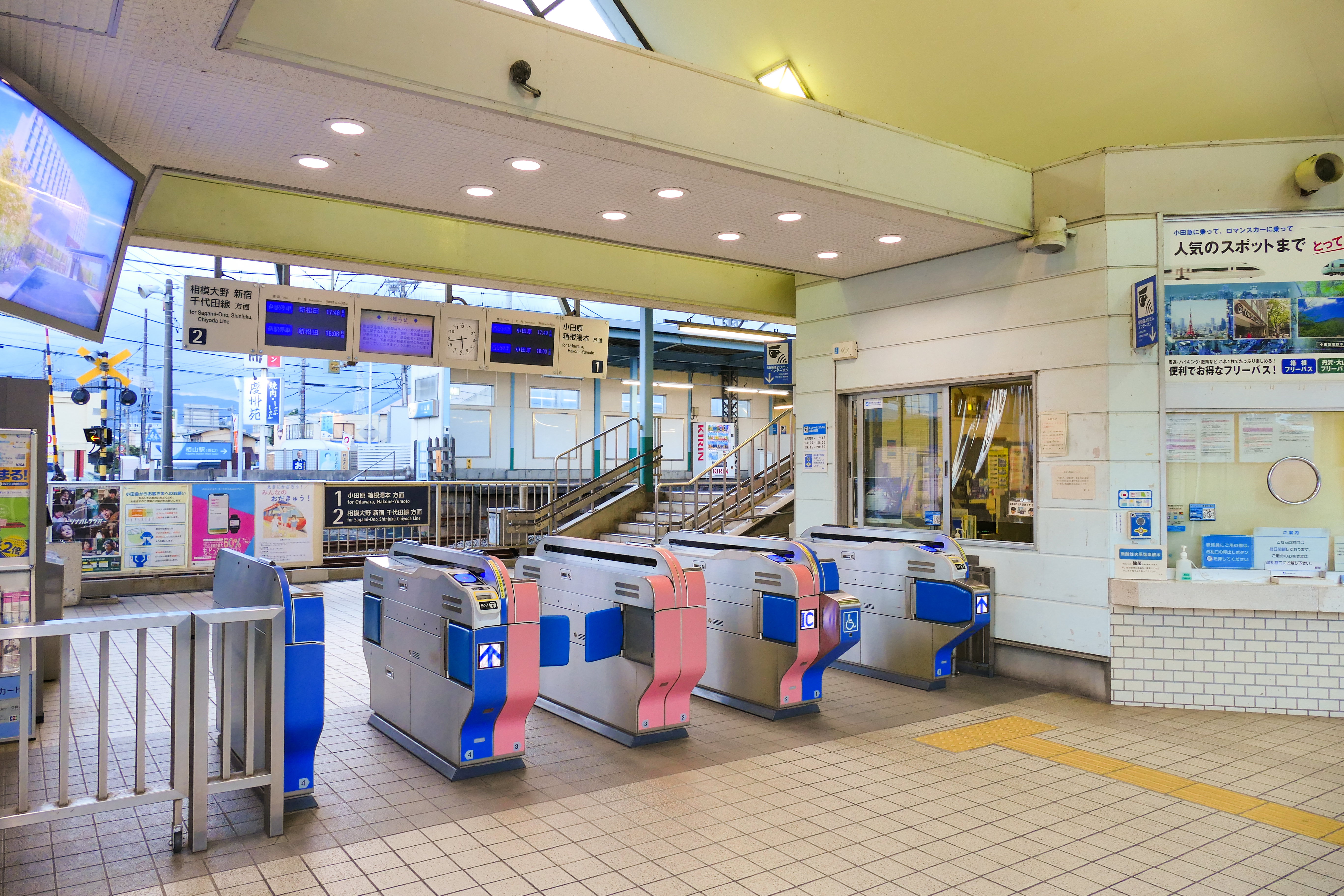
東口改札（2021年9月）
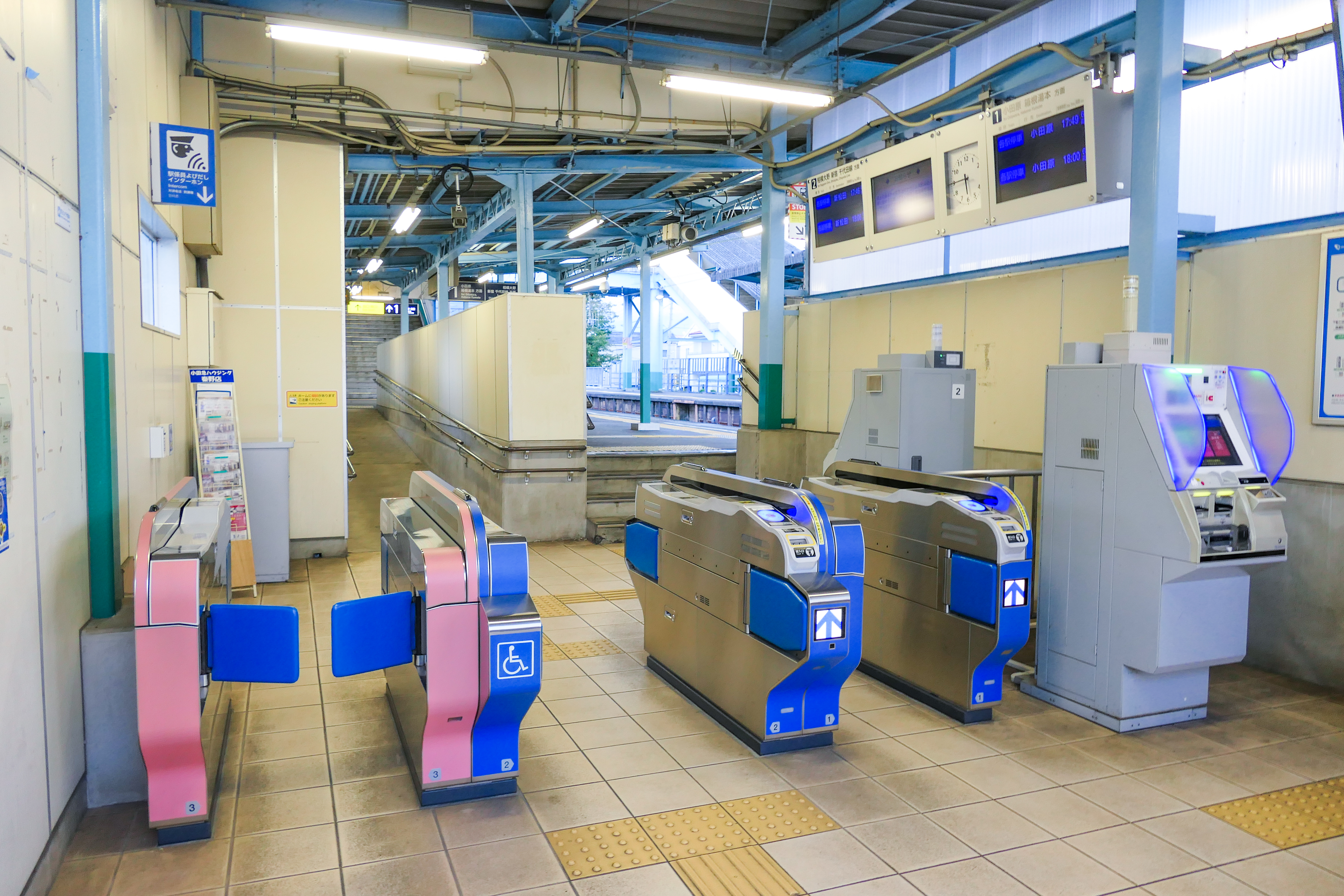
西口改札（2021年9月）
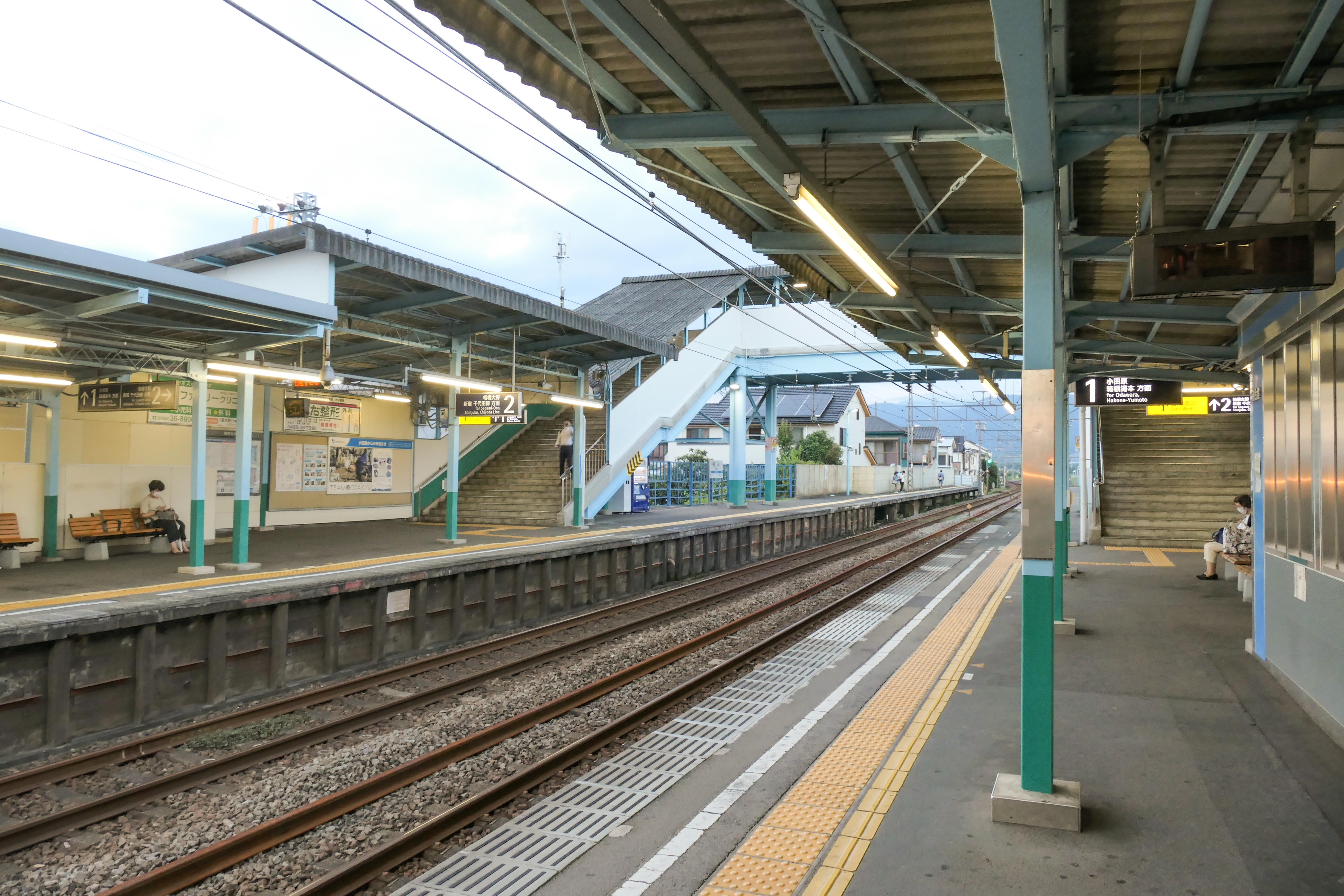
ホーム（2021年9月）

## 利用状況
2024年度（令和6年度）の1日平均乗降人員は7,177人である。小田急線内では、全70駅中66位である。近くに小学校や中学校、高校があり、児童生徒達にも良く使用されている。以前は一部の急行や準急、朝や夕方に当駅から4両編成列車の箱根登山線へ直通する各停があったが、2018年（平成30年）3月17日ダイヤ改正限りで廃止され、近年は運行本数が大幅に減便されている。
近年の1日平均乗降・乗車人員の推移は下表の通り。
| 年度               | 1日平均 乗降人員 | 1日平均 乗車人員 | 出典     |
| ------------------ | ---------------- | ---------------- | -------- |
| 1995年（平成07年） |                  | 6,388            | [ * 1 ]  |
| 1998年（平成10年） |                  | 5,821            | [ * 2 ]  |
| 1999年（平成11年） |                  | 5,638            | [ * 3 ]  |
| 2000年（平成12年） |                  | 5,196            | [ * 3 ]  |
| 2001年（平成13年） |                  | 5,072            | [ * 4 ]  |
| 2002年（平成14年） |                  | 4,872            | [ * 5 ]  |
| 2003年（平成15年） | 9,284            | 4,693            | [ * 6 ]  |
| 2004年（平成16年） | 9,048            | 4,636            | [ * 7 ]  |
| 2005年（平成17年） | 9,034            | 4,623            | [ * 8 ]  |
| 2006年（平成18年） | 9,139            | 4,681            | [ * 9 ]  |
| 2007年（平成19年） | 9,518            | 4,859            | [ * 10 ] |
| 2008年（平成20年） | 9,554            | 4,865            | [ * 11 ] |
| 2009年（平成21年） | 9,398            | 4,773            | [ * 12 ] |
| 2010年（平成22年） | 9,316            | 4,725            | [ * 13 ] |
| 2011年（平成23年） | 9,328            | 4,725            | [ * 14 ] |
| 2012年（平成24年） | 9,379            | 4,749            | [ * 15 ] |
| 2013年（平成25年） | 9,650            | 4,885            | [ * 16 ] |
| 2014年（平成26年） | 9,310            | 4,697            | [ * 17 ] |
| 2015年（平成27年） | 9,372            | 4,726            | [ * 18 ] |
| 2016年（平成28年） | 9,287            | 4,680            | [ * 19 ] |
| 2017年（平成29年） | 9,112            | 4,591            | [ * 20 ] |
| 2018年（平成30年） | 8,921            | 4,496            | [ * 21 ] |
| 2019年（令和元年） | 8,589            | 4,337            | [ * 22 ] |
| 2020年（令和02年） | 6,474            |                  |          |
| 2021年（令和03年） | 6,813            |                  |          |
| 2022年（令和04年） | 7,086            |                  |          |
| 2023年（令和05年） | 7,184            |                  |          |
| 2024年（令和06年） | 7,177            |                  |          |

## 駅周辺
線路東側を酒匂川が並行して流れる。二宮尊徳（金次郎）の生誕の地として知られ、近くには生家や尊徳記念館などがある。
- 栢山駅前郵便局
- 神奈川県立小田原城北工業高等学校
- 小田原百貨店 栢山店
- 小田原市立桜井小学校
- 小田原市立城北中学校
- 神奈川県立大井高等学校

### バス路線

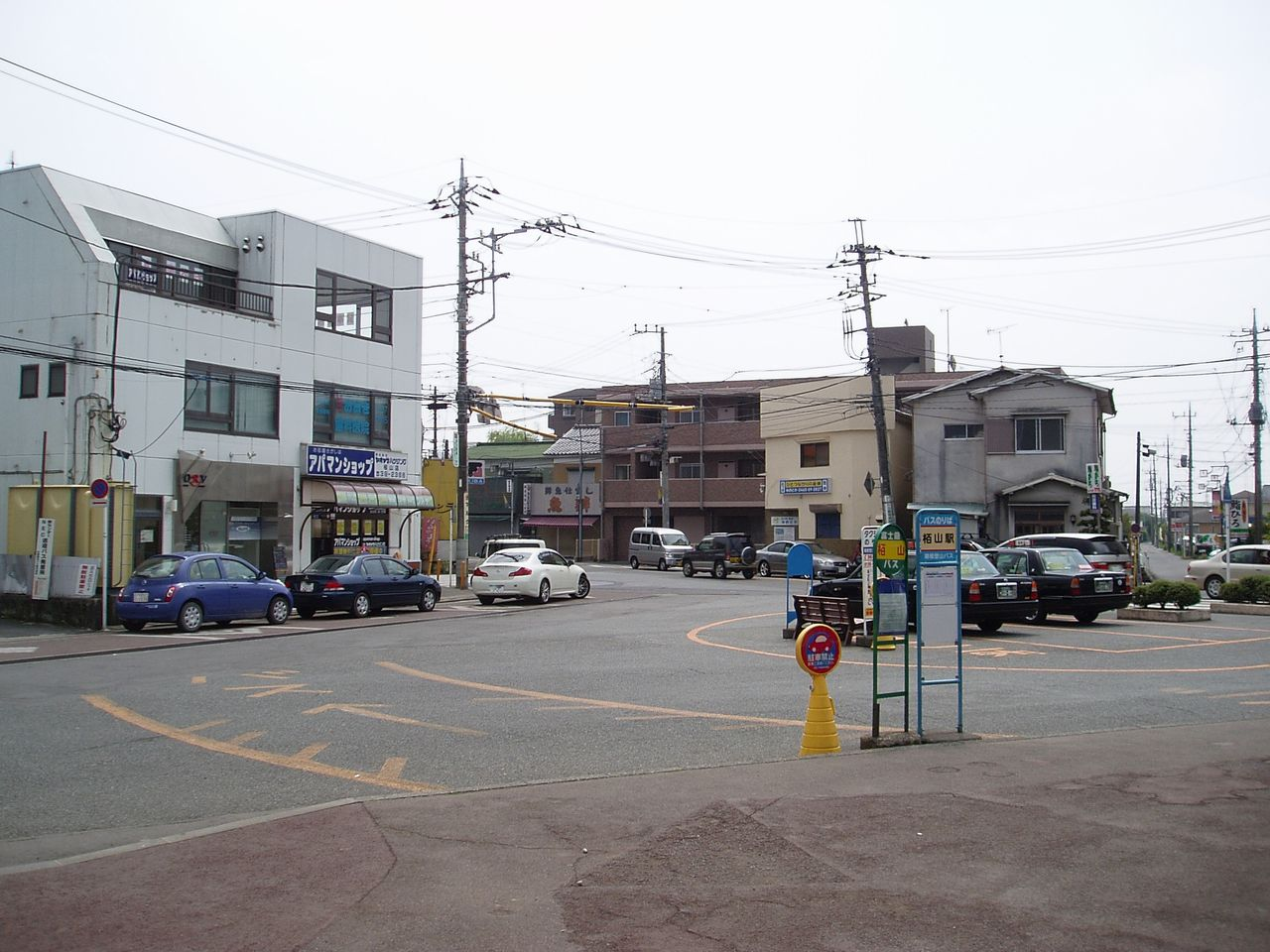
東口駅前広場とバス乗り場
（2008年4月）

東口から発着し、箱根登山バスと富士急湘南バス路線が乗り入れている。以前は山北駅・新松田駅・和田河原駅への路線もあったが、廃止されている。また、小田原駅東口 - 蛍田駅 - 栢山駅の路線も本数や利用者はけして少なくはなかったが運転手不足でかつ小田急線駅から近く他社のバスが並走している（代替公共交通がある）ということを理由に2022年4月3日付で廃止された 。
- 箱根登山バス
  - 栢山駅 - 小田原アリーナ前 - 飯田岡入口 - ダイナシティ - コロナワールド
- 富士急湘南バス
  - 栢98 栢山駅 - 大井高校

## 隣の駅
小田急電鉄
 小田原線

■快速急行・■急行
通過
■各駅停車
開成駅 (OH 42) - 栢山駅 (OH 43) - 富水駅 (OH 44)